# Demografia di Roma

## Storia
Roma iniziò probabilmente ad avere caratteristiche propriamente urbane ancor prima dell'avvento della dinastia etrusca dei Tarquini (fine del VII secolo). Attorno alla metà del VI secolo a.C., in età serviana, si calcola che Roma possedesse già una popolazione di almeno 30 000 abitanti che ne facevano uno dei più importanti centri della regione etrusco-laziale. Meno di tre secoli più tardi, alla vigilia delle guerre puniche (270 a.C. circa), la città appariva già, con circa 187 000 residenti, come una delle grandi metropoli del Mediterraneo occidentale, seconda, per popolazione alla sola Cartagine.
In tarda età repubblicana (seconda metà del II secolo a.C.), Roma si trasformò nel più popoloso centro abitato del mondo, e tale rimase per quasi tutta l'epoca imperiale, sicuramente fino al primo sacco ad opera dei Visigoti (410), ma forse anche oltre, fino cioè alla vigilia della conquista e del secondo saccheggio da parte dei Vandali quasi mezzo secolo più tardi, nel 455.
Sotto Augusto la popolazione romana si attestava attorno al milione di abitanti, raggiungendo la sua massima espansione in età antonina (metà del II secolo), con 1 200 000-1 700 000 residenti stipati in circa 49 000 edifici (la maggior parte dei quali sviluppati su più piani). La città dovrà attendere il censimento del 1951 per poter nuovamente raggiungere tali livelli demografici. Nei duecento anni successivi la popolazione conobbe una certa flessione attestandosi all'inizio del V secolo fra i 700 000 e il milione di abitanti. Ancora alla metà di quello stesso secolo, quattro decenni dopo il sacco del 410, la metropoli capitolina ospitava, all'interno delle proprie mura, 650 000 abitanti circa. Il secondo sacco ad opera dei Vandali (455), ben più distruttivo e cruento del precedente, e i lunghi anni di guerre e carestie che seguirono, decimarono tuttavia la popolazione romana. Nei primi decenni del VI secolo la collettività cittadina si attestava attorno alle 200 000 unità che si ridussero alla metà, o ancor meno all'indomani della guerra gotica che per quasi un ventennio devastò il Lazio e buona parte d'Italia (535-553). Secondo Procopio a seguito del suo primo sacco di Roma del 546, il goto Totila non lasciò in Roma che circa cinquecento abitanti quasi morti di fame. La città dopo avere subito diversi sacchi, sia da parte dei goti che da parte dei bizantini verrà parzialmente ripopolata e conterà non più di 30 000 abitanti alla fine della guerra gotica.
La popolazione della città si mantenne su tali livelli durante quasi tutto l'alto medioevo. Nell'XI secolo, il Sacco del 1084 operato dai Normanni di Roberto il Guiscardo decimò ulteriormente l'esigua comunità romana. La successiva ripresa, che giunse a toccare, nel XII secolo, gli 80 000 abitanti, si arrestò tuttavia nel Trecento, a causa della peste e dei conflitti tra baroni romani, papi e comune. Un discreto incremento demografico si ebbe nel corso del Quattrocento e nei primi decenni del secolo successivo. Appena prima del Sacco del 1527 la città di Roma contava, secondo il censimento pontificio realizzato tra la fine del 1526 e l'inizio del 1527, 55 035 abitanti, prevalentemente composti da colonie provenienti da varie città italiane, a maggioranza fiorentina, ridottisi però a 20 000 dopo tale luttuoso evento, divenendo una piccola città.. La ripresa fu rapida e, nel corso del Cinquecento, Roma superò i centomila abitanti (raggiunti secondo alcuni alla metà del secolo e secondo altri verso la fine).
Nel 1600 Roma aveva raggiunto i 110 000 abitanti. L'incremento della popolazione tuttavia si attenuò nel corso del XVII e della prima metà del XVIII secolo: i 156 000 abitanti del 1750 testimoniano un tasso di crescita molto meno consistente di quello vissuto dalla città nel Cinquecento. Tale modesto tasso si mantenne, con alti e bassi determinati da alcuni importanti eventi storici (fra cui in primo luogo l'invasione napoleonica), anche nei centoventi anni che seguirono, fino a quando cioè, Roma fu capitale dello Stato della Chiesa.
Dopo l'annessione di Roma al Regno d'Italia e la proclamazione a Capitale nel 1871, la città conobbe uno sviluppo tumultuoso: i 245 000 abitanti di allora (secondo posto dopo Napoli) divennero 500 000 già al principio del XX secolo. Il milione di abitanti fu raggiunto e superato durante il periodo fascista: negli anni trenta, Roma tornò ad essere il maggior comune della penisola.
Nel secondo dopoguerra Roma continuò a svilupparsi e ad incrementare la propria popolazione sull'onda del boom economico ed edilizio, che portò alla costruzione di numerosi quartieri periferici negli anni cinquanta e sessanta.
Con l'inizio degli anni ottanta la crescita demografica della città si arresta e anzi conosce nei decenni successivi un lieve decremento (in parte dovuto alla costituzione nel 1993 del nuovo comune di Fiumicino), sebbene i dati degli ultimi censimenti siano poi stati oggetto di revisione da parte dell'Istat sulla base delle risultanze dell'anagrafe comunale. È comunque questo un fenomeno osservato in altri importanti nuclei urbani italiani ed europei dovuto in parte al crollo della natalità, non sufficientemente compensato dall'immigrazione, e in parte allo sviluppo nei comuni dell'hinterland di quartieri satelliti o dormitorio.
Con i suoi oltre 2 750 000 abitanti, Roma è il comune più popoloso d'Italia. Nella UE, Roma si colloca al terzo posto, in termini di popolazione, dopo Berlino e Madrid.
Abitanti prima dell'unità d'Italia (migliaia)
Abitanti censiti (migliaia)

Provenienze regionali
Lo sviluppo demografico di Roma avvenuto nei decenni successivi alla sua annessione allo Stato italiano del 1871, fu dovuto quasi unicamente alla massiccia immigrazione di persone provenienti da altri comuni, province e regioni italiane. Il 50% dei residenti nella Capitale risulta essere nato in un'altra provincia , principalmente quelle del Lazio, e più di 1 500 000 abitanti sono discendenti dalla suddetta immigrazione iniziata in epoca postunitaria, in prevalenza di ascendenza , umbra, molisana,marchigiana, campana, abruzzese, siciliana, pugliese e calabrese e in parte minoritaria di origine sarda, emiliano-romagnola, veneta e piemontese . Quest'ultimo gruppo regionale fu il primo a giungere nella Città Eterna nel periodo postunitario.
Etnie e minoranze straniere
Roma è il comune italiano con il maggior numero di residenti stranieri: al 31 dicembre 2020 sono in totale 356 573, pari al 12,9% della popolazione, numero cresciuto poco dal 2010 in poi, con l'inizio della crisi economica, mentre l'incremento era stato consistente negli anni precedenti, dai 169 000 nel 2000 (6% della popolazione) ai 346 000 nel 2010 (12%), con un aumento del 126% tra 2000 e 2018. Le comunità più numerose sono quelle provenienti da:
- Romania 75 305
- Filippine 40 413
- Bangladesh 33 975
- Cina 19 633
- Ucraina 14 910
- Perù 12 062
- India 11 388
- Egitto 11 044
- Sri Lanka 9 440
- Polonia 8 945